# Boér Csaba
Boér Csaba Attila (Szatmárnémeti, 1975. október 29. –) erdélyi származású informatikus, Boér-Sorbán Katalin férje.

## Életpályája
Iskoláit szülővárosában végezte. A kolozsvári egyetem matematika-informatika karán 1998-ban elvégezte az informatika szakot, majd 1999-ben ugyanott mesteri fokozatot szerzett. 1999–2000 között a rotterdami egyetem dolgozott, majd 2000–2004 között ugyanott doktori hallgató volt. Doktori tézisét 2005-ben védte meg a rotterdami Erasmus Egyetemen Osztott szimuláció az iparban címmel. Meghívottként több alkalommal tartott előadást a londoni Brunel Egyetemen.

## Munkássága
Kutatási területe: osztott szimuláció az iparban.

## Könyve
- Csaba A. Boer: Distributed Simulation in Industry, PhD Thesis, Erasmus University Rotterdam, 2005. ISBN 90-5892-093-3.

## Cikkei (válogatás)
- Csaba A. Boer, Arie de Bruin and Alexander Verbraeck: A survey on distributed simulation in industry (2009), in: Journal of Simulation, 3:1(3–16).
- Csaba A. Boer, Arie de Bruin and Alexander Verbraeck: Distributed Simulation in Industry – A Survey Part 1 – The cots Vendors, in: Proceedings of the 2006 Winter Simulation Conference, pages 1053–1060, Omnipress, 2006.
- Csaba A. Boer, Arie de Bruin and Alexander Verbraeck: Distributed Simulation in Industry – A Survey Part 2 – Experts on Distributed Simulation, in: Proceedings of the 2006 Winter Simulation Conference, pages 1061–1068, Omnipress, 2006.
- Csaba A. Boer, Alexander Verbraeck and A de Waal: Distributed E-services for road container transport simulation, in: Simulation in Industry, 15th European Simulation Symposium, pages 541–550, SCS-European Publishing House, 2003.
- Csaba A. Boer and Alexander Verbraeck: Distributed Simulation with COTS Simulation Packages, in: Proceedings of the 2003 Winter Simulation Conference, IEEE 2003, pages 829–837, IEEE, 2003.
- Csaba A. Boer, Alexander Verbraeck, Yvo A. Saanen and H. P. M. Veeke: A Virtual Design Environment for the Port of The Future, in: Proceedings of the 7th TRAIL Congress, pages "", Trail / TU Delft, 2002.
- Csaba A. Boer and Alexander Verbraeck: Connecting high Level Distributed Simulation Architectures: an approach for a famas-HLA bridge, in: Simulation in Industry 14th European Simulation Symposium, pages 398–405, SCS Europe BVBA, 2002.
- Csaba A. Boer, Alexander Verbraeck and H. P. M. Veeke: Distributed simulation of complex systems: application in container handling, in: Simulation interoperability workshop EURO SIW 2002, pages 1–9, 2002.
- Csaba A. Boer, Alexander Verbraeck and H. P. M. Veeke: Distributed Simulation of Complex Systems:Application in container handling, in: SISO European Simulation Interoperability Workshop, pages 134–142, 2002.
- Csaba A. Boer, Yvo A. Saanen, H. P. M. Veeke and Alexander Verbraeck: Technical Design FAMAS.MV2 – Project 0.2, 2002.
- Csaba A. Boer, Alexander Verbraeck and H. P. M. Veeke: The Possible Role of a Backbone Architecture in Real-Time Control and Emulation, in: Proceedings of the Winter Simulation Conference 2002, pages 1675–1682, IEEE, 2002.
- Csaba A. Boer, Alexander Verbraeck and H. P. M. Veeke: The possible role of a backbone architecture in real-time control and emulation, in: Proceedings of the 2002 winter conference, pages 1675–1682, 2002.